# Lista de regiões de Portugal
Portugal tem 7 regiões, todas correspondentes às regiões de estatística NUTS II da União Europeia. Todas as estatísticas de população são do censo de 2011.

## Por população
| Posição | Região   | População  | %     | Densidade populacional |
| ------- | -------- | ---------- | ----- | ---------------------- |
| 1       | Norte    | 3,689,173  | 35.0% | 170                    |
| 2       | Lisboa   | 2,815,851  | 26.7% | 940                    |
| 3       | Centro   | 2,327,026  | 22.0% | 82                     |
| 4       | Alentejo | 758,739    | 7.2%  | 24                     |
| 5       | Algarve  | 451,006    | 4.3%  | 90                     |
| 6       | Madeira  | 267,785    | 2.5%  | 336                    |
| 7       | Açores   | 246,772    | 2.3%  | 106                    |
|         | Portugal | 10,556,352 | 100%  | 115                    |

## Por área
| Posição | Região   | Área (km²) | %      | Densidade populacional |
| ------- | -------- | ---------- | ------ | ---------------------- |
| 1       | Alentejo | 31,551     | 34.1%  | 24                     |
| 2       | Centro   | 28,462     | 30.8%  | 82                     |
| 3       | Norte    | 21,278     | 23.0%  | 170                    |
| 4       | Algarve  | 4,997      | 5.4%   | 90                     |
| 5       | Lisboa   | 3,002      | 3.2%   | 940                    |
| 6       | Açores   | 2,351      | 2.5%   | 106                    |
| 7       | Madeira  | 801        | <0.01% | 336                    |
|         | Portugal | 92,442     | 100%   | 115                    |

## Por densidade populacional
| Posição | Região   | População  | Área (km²) | Densidade populacional |
| ------- | -------- | ---------- | ---------- | ---------------------- |
| 1       | Lisboa   | 2,815,851  | 3,002      | 940                    |
| 2       | Madeira  | 267,785    | 801        | 336                    |
| 3       | Norte    | 3,689,173  | 21,278     | 170                    |
| 4       | Açores   | 246,772    | 2,351      | 106                    |
| 5       | Algarve  | 451,006    | 4,997      | 90                     |
| 6       | Centro   | 2,327,026  | 28,462     | 82                     |
| 7       | Alentejo | 758,739    | 31,551     | 24                     |
|         | Portugal | 10,556,352 | 92,442     | 115                    |